# Драгана
Драгана је женско словенско име које се најчешће среће у Србији али и другим републикама бивше Југославије, и у Бугарској. Мушка варијанта је Драган. 
Име је првенствено распрострањено у областима где живе Срби. Међу Хрватима и Бошњацима, али и међу Македонцима те и Бугарима, име је веома ретко. 

## Варијанте имена
- Драга
- Драгица
- Драгослава
- Драгост
- Дражица

## Познате личности
- Драгана, ћерка кнеза Лазара и кнегиње Милице
- Драгана дел Монако, српска оперска певачица
- Драгана Базик, српски архитекта
- Драгана Мирковић, српска певачица